# 공산당

소련 공산당 당기

공산당(共産黨, 러시아어: Коммунистическая партия, 중국어 간체자: 共产党, 정체자: 共產黨, 영어: Communist party)은 공산주의를 이념으로 하는 정당을 뜻한다.

## 개요
벨기에의 청년헤겔파 사회주의 조직인 브뤼셀 공산주의자 연락위원회(Communist Correspondence Committee of Brussels)와 영국의 기독교 사회주의 단체인 정의자동맹(League of the Just)이 1847년 6월에 합당하여 만들어진 '공산주의자동맹'(Communist League)이 그 시초이다. 공산주의자동맹 창당 시기에 쓰여진 선언문이 바로 『공산당 선언』(독일어: Manifest der Kommunistischen Partei)이다.
공산주의자동맹의 맹원들은 급진적 공화주의자들이 요구하던 기초적 요구와 더불어 자본주의 사회가 갖고 있는 비인간성을 비판하였고, 자본주의 사회보다 질적으로 더 높은 사회 단계를 이룰 것을 선언하였다. 그러나 정의자동맹의 지도자였던 빌헬름 바이틀링과 연락위원회에서 주도적 역할을 했던 칼 마르크스의 노선 차이로 인해 내부 맹원들이 서로 수시로 다퉜고, 결국 1852년에 동맹을 해산하게 된다.
이후 제1국제당 내에서 마르크스주의가 지배적인 투쟁 사상으로 자리 잡게 되었고, 1869년에는 과거 급진적 공화주의자들의 연락위원회의 조직 구성 방식을 모방한 '독일 사회민주노동당'(독일어: Sozialdemokratische Arbeiterpartei)이 창당된다. 이 정당은 중앙유럽 지역에서 강력한 사회주의 정당으로 급부상하였다. 사회민주노동당의 구성원은 모두가 마르크스주의자는 아니었으며, 온건한 사회주의자들도 존재했었다. 1875년에는 '독일 사회민주당'으로 개칭했으며, 유럽 각국의 사회주의 정당은 모두 이 독일 사회민주당의 양식을 그대로 도입하여 형성되었다. 후술될 러시아 사회민주노동당도 역시 독일 사회민주당의 구성을 모방한 것이었다.
그러나, 1914년 제1차 세계대전이 일어나자 당은 전쟁 지지파와 전쟁 반대파와 나눠지는데, 결국 전쟁 지지파가 독일 사회민주당의 다수파를 형성하게 되면서 제2국제당의 붕괴와 함께 독일 사회민주당도 급격히 유럽에서의 지도적 위상을 잃게 된다. 종전 후에는 바이마르 공화국의 부르주아민주주의적 원칙에 따라 일반 대중 정당의 기능으로 온건화된다. 하지만, 1917년 2월에 혁명을 주도한 러시아 사회민주노동당의 위상은 급격히 올라가게 되었다. 특히, 4월 테제를 발표하여 "모든 권력을 소비에트로."라는 슬로건을 채택한 블라디미르 레닌의 영향력이 사회주의 운동에서 강력한 파벌을 형성하면서 나아갔다. 1918년 3월, 레닌의 볼셰비키파는 이른바 '사회민주주의자'라 불렸던 개량주의 분파와 완전히 결별을 하였고, 동시에 멘셰비키를 최대한 배제하여 조직 명칭을 '러시아 공산당'으로 바꿨고 독자적인 정당 구조를 갖게 되었는데, 바로 이 조직 구조가 현재까지 존재하는 공산당의 조직 형태로 이어지고 있다.

## 활동 목적
공산당은 공산주의 사회 실현을 목표로 한다. 공산주의 사회는 가난한 자와 부유한 자도 존재하지 않는 사회이며, 인간의 노동이 인간 추상 행위의 그 자체로서 완전히 발현되는 사회라고 여겨진다. 단, 공산주의를 이루는 과정은 각국 공산당이 발을 붙이고 있는 지역의 사회경제적 관계에 따라 달라질 수 있다. 예를 들면, 제1차 세계 대전 시기 볼셰비키당은 러시아 제국을 제국주의의 약한 고리로 여겼으며, 혁명의 제1단계를 부르주아 혁명(2월 혁명)이라고 규정하였다. 2월 혁명이 성공한 후에는 ‘4월 테제’를 발표하여 사회주의 혁명을 목표로 삼았다. 그러나, 1921년에 형성된 중국공산당의 경우는 1911년 신해혁명이 일어나 청조가 붕괴했음에도 불구하고 당시 중국 지역을 신식민지 반봉건사회(半封建社會)라고 여겼으며, 당면 혁명의 목표를 인민민주주의 혁명이라고 규정하였다. 마찬가지로, 제3차 조선공산당(ML당)은 1926년 11월 ‘정우회선언’(正友會宣言)을 통하여 식민지 조선의 사회를 반봉건사회라고 규정하였으며, 당면 혁명의 목표를 인민민주주의 혁명으로 규정하였다. 사실상, 러시아 10월 혁명 이후 대부분의 혁명은 식민지 지역에서 일어난 혁명이었기에 사회주의 사회 형성이 당면 목표가 아니었으며, 노동자와 농촌노동대중이 지도하는 인민민주주의 사회를 형성하는 것이 대다수 공산당이 갖는 목표였다.
서유럽의 공산당이 1960년대 말에 채택한 수정주의 노선은 공산당이 공산주의 사회로 나아가는 투쟁의 과정에서 폭력혁명 노선을 버릴 수 있음을 보여주었다. 게다가 일부 공산당은 계급투쟁 노선을 포기하기에 이르면서, 공산당이 무조건적으로 폭력혁명과 계급투쟁 노선을 견지하고 있다는 것은 현재로서 타당한 논거가 아니다. 서유럽의 공산당이 유럽공산주의라는 독자적인 노선을 따르기 전까지 공산당은 마르크스-레닌주의를 견지하는 정당이며, 국제 혁명은 소비에트 연방 공산당이 지도하는 것으로 이해되고 있었다.
서유럽에서 등장한 유럽공산주의는 공산주의자들에 의해 노선의 명확성이 존재하지 않으며, 공산주의라고 하기에는 투쟁 방침이 너무나도 모호하다는 비판에 직면하게 되었다. 대표적으로 알바니아 노동당의 제1서기인 엔베르 호자는 “유럽공산주의는 반공주의에 불과한 것이다.”라고 비판했다. 이러한 일련의 논쟁을 ‘수정주의 논쟁’라고 하는데, 이 수정주의 논쟁을 기점으로 공산주의자들이 무조건적으로 공산당을 지지한다고 확언할 수 없게 되었다. 이후 공산당의 노선은 유럽공산주의, 친소주의, 반수정주의라는 세 가지 노선으로 나뉘게 되었다.
공산당의 기본적인 활동 목적과 맞물려서, 공산당이 활동하는 지역도 어느 정도 정해져 있다. 가령, 공산주의자가 신식민지라고 규정한 사회 관계 속에서 공산당은 농촌 및 산악지대에 걸쳐 분포하고 있다. 물론, 도시가 형성된 곳에서도 활동하는데, 이러한 경우 당은 광범한 빈민층과 빈곤한 산업노동자를 추가적인 지지 세력으로 흡수한다. 경제적 선진국으로 분류된 나라를 제외한 지역에서 활동하는 거의 대부분의 공산당은, 그 사회에서 가장 경제적으로 극빈한 계층을 지지 세력으로 갖고 있으며, 활동 목적도 이들의 요구에 맞춰져 있다. 또한, 개발도상국의 급속한 발전 과정에서 탄생하는 절대극빈층과 토지 개발의 과정에서 생겨나는 철거민 증가 등의 영향으로 공산당이 성장하는 경우도 존재한다. 공산당의 영향력이 강해진다는 것은 곧 자본주의 국가가 안정적으로 유지되기 힘들다는 것을 뜻하기에, 각국 정부는 여러 가지 사회복지제도를 도입하여 공산당의 영향력을 축소하기도 한다. 반면, 이러한 과정이 실패한 국가의 경우(인도, 콜롬비아, 필리핀 등)는 외곽 지역에서 활동하는 공산당의 세력이 강하기 때문에 무력 충돌이 일어날 확률 또한 높다.

## 구성
러시아 볼셰비키파가 러시아 공산당으로 개칭하여 당 구조를 개편한 이후부터 현재까지 이어지는 공산당의 기본 세포 골격이 이루어지게 된다. 그 골자는 '민주주의적 중앙집권제'(러시아어: Демократический централизм)라 불리는 원칙에 있다. 민주주의적 중앙집권제는 하급당 조직과 상급당 조직으로 조직을 나눈 뒤, 실정적 측면에서는 하급당의 역할을 중시하고, 이들의 보고에 의지하되, 결정은 상급당에 포함된 당원이 결정하여, 결정한 사안에 대해서는 모든 하급당이 기본적으로 따라야 한다는 원칙이다. 이러한 원리의 강조는 당내 종파 행위를 막아서 혁명에서 굳건한 단결성을 유지하기 위함이 있다. 상급조직은 정치국(Politburo), 중앙위원회(Central Committee), 집행위원회(Executive Committee)로 나뉘며, 하급 조직은 지역당위원회 내 세포 조직 전체를 아우른다.
당내 조직의 인원은 당대회마다 유동적으로 바뀌며, 이것은 공산당의 특징적인 면이라고 할 수 있다. 이에 따라 각 공산국가의 정치국원은 당대회를 기점으로 기존 인원보다 낮아질 수도 있으며, 높아질 수도 있다. 이는 중앙위원회에도 비슷하게 적용된다. 이러한 것은 당이 혁명과 통치 활동에서 뛰어난 인재를 미리 선점하거나, 당내에서 능력이 출중하지 못 한 인사를 빠르게 강등하기 위한 전략으로 해석된다.

### 중앙위원회
중앙위원회(中央委員會, Central Committee)는 공산당의 두뇌라고 할 수 있다. 흔히, '당중앙'이라고 하는 말은 이 중앙위원회를 가리킨다. 규모는 각 국가마다 다르나, 보통 최소 14 명에서 최대 220 명 사이 정도로 구성한다. 국가나 이와 유사한 공동체를 구성한 공산당의 경우에는 당대회에서 당원들이 중앙위원회를 선출하나, 착취 사회에서 공산당을 조직한 경우에는 조직에 참가한 핵심 멤버들이 중앙위원회 위원을 직접 맡는다. 중앙위원회는 공산당이 행하는 여러 투쟁 방향을 결정할 수 있는 권한이 있다. 중앙위원회의 핵심이라고 할 수 있는 정치국도 중앙위원회를 무시할 수 없으며, 공산당의 투쟁 방침은 정치국과 중앙위원회의 공동 논의에 따라 결정된다.
중앙위원회의 존재는 공산당의 생명선과도 같다. 중앙위원회 위원이 체포될 경우 공산당은 신뢰성이 높은 새로운 중앙위원회 위원 후보를 구하기가 매우 어렵기 때문에 중앙위원회의 규모만 축소되기에 이른다. 계속 체포가 진행될 경우 중앙위원회가 더욱 적어질 것이고, 결국엔 공산당은 붕괴할 것이다. 1928년 조선공산당의 해체도 중앙위원의 연이은 체포로 인해 일어난 사건이다.

#### 정치국
정치국(政治局, Politburo)은 공산당의 제일 중심에 위치한 권력 집단이며, 당의 모든 활동을 통제하고 결정하는 당 최고 기관이다. 공산국가에서 정치국은 통치의 결정체이자 최고 조직이라고 할 수 있다. 최소 8 명에서 최대 15 명 정도로 구성되는데, 정치국원은 중앙위원회가 선출하기도 하며, 정치국원 집단의 내정에 의해 임명되기도 한다. 대부분 국가의 공산당 정치국은 최일선에서 노동운동을 하다가 공산당 창당에 기여한 핵심 성원들이 맡게 된다. 사회주의국가에서 정치국원은 당중앙에서 가장 기여도가 높은 자가 내정되거나 선출된다. 이러한 의미에서 간부회(幹部會)라고도 불린다.
정치국은 공산당의 핵심 권력이라고 할 수 있으며, 정치국원이 경제, 군사, 내무, 문화, 사상 면에서의 핵심 권력을 겸직하는 경우가 아주 많다. 소련의 경우는 중앙위원회 서기국이 권력의 최정점에 선 집단이었는데 서기국원은 모두 정치국원이 겸직하였다. 정치국은 서기국의 역할을 기본적으로 겸하나, 일부 공산당의 경우는 중앙위원회에서 별도의 서기국을 둔다.

#### 군사위원회
군사위원회(軍事委員會, Military Committee)는 중앙위원회가 관리하는 군사에 관련된 당 최고 조직이다. 군대에 대한 민간의 확고한 통제를 담당하며, 사회주의 국가가 군대에 파견하는 정치위원(Commissar)을 총괄한다. 러시아 볼셰비키의 경우는 1917년 10월 혁명 당시에 군사혁명위원회(러시아어: Военно-революционный комитет)가 혁명을 지도했으며, 위원은 볼셰비키 핵심 멤버가 맡았다. 그러나, 1918년 3월 이 조직은 당에서 해체되었고 군사는 국가 행정 조직에서 관라하게 된다. 이러한 사례와 같이, 모든 공산당이 군사위원회를 산하에 두는 것은 아니다.
중국공산당의 경우는, 1927년 8월에 홍군을 조직하면서 만든 인민혁명군사위원회(人民革命軍事委員會)가 이와 유사한 조직에 속한다. 중화인민공화국은 마오쩌둥 사상의 '당군주의'에 영향을 받았기에 아직도 '중국공산당 중앙군사위원회 주석'이 실질적인 지도자 역할을 하는 직책으로 되어있다.
다음은 역사적으로 존재했던, 또는 현재도 존재하는 상태인 각 공산국가에서 군사위원회에 속하는 당 기관의 명칭이다.
| 정당          | 군사위원회                                                                                        |
| ------------- | ------------------------------------------------------------------------------------------------- |
| 볼세비키당    | 볼셰비키당 군사혁명위원회 (1917년 10월 ~ 1918년 3월)                                              |
| 중국공산당    | 중국공산당 인민혁명군사위원회 (1927년 8월 ~ 1954년 9월) 중국공산당 중앙군사위원회 (1954년 9월 ~ ) |
| 베트남 공산당 | 베트남 공산당 중앙군사위원회 (1946년 5월 ~ )                                                      |
| 조선로동당    | 조선로동당 중앙군사위원회 (1962년 12월 ~ )                                                        |

#### 당위원회
당위원회(黨委員會)는 각급 행정 단위에 설치된 모든 일선 당세포를 일컫는다. 당위원회는 해당 행정 구역에서 제기된 모든 군중 관련 문제를 해결할 의무가 있으며, 현장에서 제기된 문제, 당위원회의 회의 내용을 당중앙에 보고할 의무를 갖고 있다. 공산당의 지역 세포에서 가장 기본 단위로 되는 군당위원회(郡黨委員會) 또는 현당위원회(県黨委員會)는 행정 단위인 군 또는 현에서 발생하는 모든 당적 문제를 처리하는 기간이다. 주요 사업은 당과 군중 사이의 자발적인 연대를 이루기 위한 정치사업, 군중의 의견 반영 등이다. 군/현당위원회는 당의 하급조직에서 가장 중요한 조직이며, 기본 골격이므로, 당중앙 정책 결정에 커다란 영향을 끼친다. 대부분의 일선 당 간부는 군/현당위원회에서 자잘한 업무를 지도하며, 여러 부서로 나눠져 있다.

#### 통일전선조직
통일전선조직(統一戰線組織, United Front Organization)은 비공산주의(非共産主義) 당파와의 협의를 위해 조직된 당 기관 또는 부서이다. 모든 공산당이 통일전선조직을 갖는 것은 아니지만, 인민민주주의 혁명을 지도하는 모든 공산당은 인민민주주의 혁명이 완수될 때까지 통일전선조직을 갖추고 있으며, 완수가 된 후 사회주의 단계에 들어섰음에도 불구하고 특별한 이유로 인해 통일전선조직을 갖추고 있는 사례도 존재한다. 통일전선조직의 활동은 공산당의 초기 기반이 약할 경우 매우 중요한 의미를 갖기 때문에 조직 활동은 중앙위원회가 전적으로 통제한다.
조선로동당은 중앙위원회 산하에 통일전선부를 두어 외부의 한반도 통일 조직 및 조총련과의 연대를 강화·발전시킨다. 중국공산당 역시 중앙위원회 산하에 통일전선부를 두어 대륙 내 민주당파와 긴밀한 협의를 이끌었으며, 특히 중화인민공화국 수립 초기에는 중국국민당 내 친공파(親共派)를 중국인민정치협상회의에 흡수하는 데에 성공하였다. 베트남 공산당은 항불(抗佛) 투쟁을 조직하는 과정에서 베트남의 민족주의 정치 세력을 흡수하는 데에 성공하였다. 이 과정에서 등장한 통일전선조직이 베트남 독립동맹회(약칭 월맹)이다.
식민지 지역의 공산당은 자체 기반이 워낙에 열악한 상태였기에 통일전선조직으로 다양한 세력을 묶는 데에 주력하였다.

### 당교
당교(黨校)는 당원의 교육을 담당하는 최고 기관이다. 공산당에 입당한 자는 일정한 기간마다 당교에서 주관하는 교육을 이수해야 하며, 당교에서 치르는 시험을 통과해야 당원 자격을 유지할 수 있다. 당교는 또한 당 간부 양성을 위한 간부학교(공산대학, 도당학교 등으로도 불린다.)를 운영하는 주체이기도 하며, 당직 적격자를 판단하기 위한 교육, 수양 수준을 평가한다. 당교가 초빙하는 교육자는 당에 소속되지 않은 외부의 학자일 수 있으며, 때에 따라서는 외국의 전문가도 초빙한다.

### 집행위원회
집행위원회(執行委員會, Executive Committee)는 공산당의 행정과 입법을 겸하는 기구이다. 집행위원회는 처음부터 존재하는 조직이 아니라, 공산당이 일정한 영토를 획득하여 기타 행정, 입법 처리를 해야 할 상황이 생기면 조직되는 것이다. 그러나 이 상황에서도 행정, 입법 행위의 향방을 결정하는 핵심 기관은 중앙위원회이기 때문에 집행위원회는 사실상 중앙위원회의 뜻을 집행하는 형식적인 기관에 불과하다. 국가 성립 이후에는 없어지거나, 민간 입법기관의 권한을 견제하여 공산당의 독재를 수월하게 하기 위해 존재한다.

### 기율위원회
기율위원회(紀律委員會)는 당 간부의 관리·감독 및 당원 기율을 심사하는 기관으로, 당의 부패를 방지하기 위해 설치하는 당 기관이다. 해당 기관은 오로지 당내 문제를 처리하기 위한 기관으로, 비당(非黨)적인 문제에 일체 관여하지 않는다.

## 성분 및 지지 기반
현대 사회에서 권력을 잡지 못 한 공산당의 경우는 사실상 대중 정당의 역할을 하고 있다. 그러나, 몇몇 공산당의 경우는 의회주의를 극도로 멀리하여 불법지하활동을 감행하는데, 이러한 경우에는 대중 정당이 아닌, 투쟁 지도의 중축을 담당하는 엘리트 집단으로 기능한다. 또한, 현재 존재하는 사회주의국가의 공산당은 대중 정당이 아니며, 노동자 중 우수한 능력이 인증된 자에 한해서만 가입할 수 있다. 중화인민공화국의 경우는 2001년부터 자본가의 입당도 허락하고 있다.
블라디미르 레닌의 조직 이론에 따라, 공산당에 가입한 당원은 중앙위원회를 선출할 자격을 가지며, 동시에 중앙위원회 위원이 될 수 있는 피선거권을 갖고 있다. 그리고 당원은 비당원에 비해 높은 권리를 누리는 대신에 생활 면에서 엄격해야 하며, 스스로의 정예화를 위해 자기노력을 게을리해서는 안 된다. 대표적으로, 조선민주주의인민공화국은 로동당원의 도덕성 강화에 치중하는 사업을 벌이기도 한다. 특히, 예술영화인 《생명의 기사》, 《인민이 너를 아는가》, 《자신에게 물어보라》 등을 통해 당원이 갖춰야 할 자세와 희생 정신을 선전하고 있다. 공산주의 정당에 대한 레닌의 정예주의는 역설적이게도 공산당이 전체주의국가에서 독단적 엘리트 집단으로 변질될 가능성 부여하였다.
초기에 공산당이 등장하였을 때 주요 지지 기반은 산업노동자, 빈농과 혁명적 지식인이었는데, 특히 러시아 볼세비키당의 경우는 당원의 20%가 귀족에서 자진적으로 이탈한 혁명적 지식인이었다. 냉전 시기의 경우도 또한 산업노동자와 혁명적 지식인을 주요 지지 기반으로 삼고 있었다. 1991년 소비에트 연방 붕괴 이후에는 오히려 지지 기반으로서 산업노동자 계층을 상대적으로 잃었으며, 사회적 빈곤층과 혁명적 지식인이라는 두 축을 형성하고 있다.

## 현재
러시아 내전에서 볼셰비키파가 승리한 이후부터 현재까지의 공산당의 노선은 크게 세 번의 변화를 겪었다. 초기 공산당은 코민테른(Comintern, 국제공산당)의 지시로 블라디미르 레닌의 이념인, '레닌주의'를 따르는 게 보통이었다.
첫 번째 변화는 레닌 사후에 일어나는데, 이오시프 스탈린이 1924년에 전연방공산당의 패권을 잡고, 스탈린이 코민테른을 주도하면서 1930년대 중반부터 스탈린식 공산주의인 '마르크스-레닌주의'가 주요 이념이 된 것이 그것이다. 트로츠키를 지지하던 각국의 공산주의자들은 기존 공산당을 거부하고 트로츠키의 사상을 따르는 새로운 공산당을 창당하였다.
두 번째 변화는 스탈린이 사망한 시점인 1953년부터 흐루쇼프에 의해 탈스탈린화가 진행되자, 대부분의 공산당이 흐루쇼프의 수정주의 노선을 채택한 것이다. 이에 따라 마르크스-레닌주의자들은 마오쩌둥과 엔베르 호자를 지지하면서 기존의 공산당을 지지하지 않고 새로운 정당을 만들어서 교조적인 노선을 이어나갔는데, 주로 'ML당', '공산당 ML파', '노동자공산당' 등의 명칭을 사용하고 있다.
마지막으로, 1970년대 후반부터 국제혁명에 관한 소련의 지도력이 약해지면서 대부분의 공산당은 '유럽공산주의'라는 온건화 된 노선으로 우경화되었다. 오늘 날의 공산당도 대부분 유럽공산주의 노선으로 당을 이끌고 있다. 중국공산당과 베트남공산당은 소련 붕괴 1년 전인 1990년에 이미 시장주의 노선을 택하였다.
이렇게 하여 오늘 날에는 크게 다섯 가지의 공산당 분파가 공산주의 운동을 이끌고 있다.
1. 마르크스-레닌주의파: 이오시프 스탈린의 레닌주의 해석을 고수하는 이른바 '반수정주의'(Anti-revisionism) 그룹이라고 할 수 있다. 오늘 날에는 마오쩌둥 사상과 호자주의, 그리고 주체사상을 따르는 공산당을 일컫는 말로, 극단적인 계획 경제 추구와 반미 및 반제국주의, 일국혁명, 제3세계와의 적극적 협력 등을 고수하고 있다. 주로 ML당, 공산당 ML파, 노동자공산당이라는 당명을 사용한다.
2. 트로츠키주의파: 레온 트로츠키가 주장한 노동자국가론과 영구혁명론을 따르는 공산주의자 집단을 가리킨다. 제3세계와의 협력을 거부하며 동시에 통일전선을 거부하고, 세계혁명, 순수한 산업노동자에 기반한 고립주의적 전술을 택한다는 것이 특징이다. 주로 반자본주의신당, 사회주의노동자당이라는 당명을 사용한다. 일본의 신좌익 운동도 대부분 트로츠키주의의 영향을 받은 운동이었으며, '혁명적공산주의자동맹'(革命的共産主義者聯盟)이 아닌 다른 계파에게도 영향을 줄 정도로 일본 60-70년대 공산주의 운동에 커다란 영향을 줬다.
3. 수정주의파: 1953년부터 대두된 소련의 수정주의 노선을 채택한 그룹이다. 특징은 공산주의 투쟁에서 의회주의 전술을 주 전술로 한다는 점과, 자유주의 정당과의 적극적인 타협을 통해 제도권에 진입하려 한다는 것이다. 미국 공산당, 영국 공산당, 캐나다 공산당 등이 이에 해당한다.
4. 유럽공산주의파: 선거라는 민주주의 절차를 통하여 합법적으로 권력을 잡겠다는 마르크스주의 노선이다. 그 외에도 전통적인 계급투쟁노선을 포기하고, 자유주의 정당과도 적극적으로 연대하는 등 극좌 이념이라고 하기 매우 어려운 부분이 있으며, 신좌익의 성격도 갖고 있다. 1970년대 후반부터 이탈리아 공산당이 제창한 노선으로 현재 이탈리아 공산당, 프랑스 공산당이 대표적인 정당이다. 일본 공산당도 이에 포함할 수 있는데, 이 경우에는 유럽공산주의 노선 중에서도 상당히 온건화 된 것이라 할 수 있다.
5. 시장사회주의파: 중국공산당과 베트남공산당의 시장 경제 노선이다. 수정주의를 과격하게 받아들인 예로, 자본주의적 소유 구조를 회복하고 자국우선주의를 채택하는 등 마르크스주의 노선에서 사실상 이탈했다는 비판이 존재한다.

## 세계의 공산당
공산당은 마르크스-레닌주의를 표방했으며 개조된 공산주의 사상을 주요 이념으로 가지고 있기도 한다. 각 당의 한국어 해석명은 대한민국 사회에 통용되는 명칭을 따른다.
- 양원제 국가는 하원 의석을 기준으로 한다.

### 현재 세계의 집권 공산당
| 국가                   | 정당                            | 이념                                 | 국회 의석     |
| ---------------------- | ------------------------------- | ------------------------------------ | ------------- |
| 조선민주주의인민공화국 | 조선로동당                      | 주체사상                             | 607 / 687     |
| 쿠바                   | 쿠바 공산당                     | 마르크스-레닌주의                    | 605 / 605     |
| 베트남                 | 베트남 공산당                   | 마르크스-레닌주의                    | 464 / 483     |
| 라오스                 | 라오인민혁명당                  | 마르크스-레닌주의                    | 144 / 159     |
| 중화인민공화국         | 중국 공산당                     | 중국 특색 사회주의 마르크스 레닌주의 | 2,098 / 2,980 |
| 네팔                   | 네팔 공산당                     | 마르크스-레닌주의                    | 174 / 275     |
| 에리트레아             | 정의와 민주주의를 위한 인민전선 | 마르크스-레닌주의                    | 75 / 150      |
| 에티오피아             | 오로모 민주기구                 | 마르크스주의                         | 180 / 547     |

### 연정 참여 공산당
| 국가       | 정당                    | 이념                           | 국회 의석 | 연정한 정당                      |
| ---------- | ----------------------- | ------------------------------ | --------- | -------------------------------- |
| 체코       | 보헤미아 모라바 공산당  | 마르크스주의                   | 15 / 200  | ANO 2011, 체코 사회민주당        |
| 벨라루스   | 벨라루스 공산당         | 마르크스-레닌주의              | 11 / 110  | 알렉산드르 루카셴코 내각         |
| 포르투갈   | 포르투갈 공산당         | 마르크스-레닌주의              | 10 / 230  | 사회당, 좌파연합                 |
| 베네수엘라 | 베네수엘라 공산당       | 마르크스-레닌주의              | 6 / 277   | 베네수엘라 연합사회당            |
| 베네수엘라 | 투파마로 (베네수엘라)   | 마르크스-레닌주의              | 7 / 277   | 베네수엘라 연합사회당            |
| 팔레스타인 | 팔레스타인 인민해방전선 | 마르크스-레닌주의              | 3 / 132   | 하마스                           |
| 시리아     | 시리아 공산당           | 마르크스주의                   | 3 / 250   | 바트당                           |
| 스페인     | 스페인 공산당           | 마르크스-레닌주의              | 4 / 350   | 사회노동당, 포데모스             |
| 방글라데시 | 방글라데시 노동당       | 마르크스-레닌주의 마오쩌둥주의 | 4 / 350   | 아와미 연맹                      |
| 세르비아   | 세르비아 공산당         | 마르크스주의                   | 1 / 250   | 세르비아 진보당, 세르비아 사회당 |

### 현존하는 공산당(비집권)
| 국가       | 정당                  | 이념              | 국회 의석 |
| ---------- | --------------------- | ----------------- | --------- |
| 가이아나   | 인민진보당            | 마르크스주의      | 32 / 65   |
| 키프로스   | 노동인민진보당        | 마르크스-레닌주의 | 16 / 56   |
| 러시아     | 러시아 연방 공산당    | 마르크스-레닌주의 | 42 / 450  |
| 남아공     | 경제자유투사          | 마르크스-레닌주의 | 41 / 400  |
| 칠레       | 칠레 공산당           | 수정주의          | 8 / 120   |
| 벨기에     | 벨기에 노동당         | 마르크스-레닌주의 | 12 / 150  |
| 카자흐스탄 | 카자흐스탄 공산인민당 | 마르크스-레닌주의 | 7 / 107   |
| 그리스     | 그리스 공산당         | 마르크스-레닌주의 | 15 / 300  |
| 아일랜드   | 아일랜드 공산당       | 마르크스-레닌주의 | 0 / 160   |
| 아일랜드   | 아일랜드 노동자당     | 마르크스-레닌주의 | 1 / 160   |
| 타지키스탄 | 타지키스탄 공산당     | 마르크스-레닌주의 | 2 / 63    |
| 콜롬비아   | 일반대안혁명군        | 마르크스-레닌주의 | 5 / 172   |
| 일본       | 일본 공산당           | 과학적 사회주의   | 12 / 465  |
| 베냉       | 독립민주연대          | 마르크스-레닌주의 | 5 / 160   |
| 프랑스     | 프랑스 공산당         | 유럽 공산주의     | 16 / 577  |
| 스리랑카   | 스리랑카 인민해방전선 | 마르크스-레닌주의 | 6 / 225   |
| 브라질     | 브라질 공산당         | 마르크스-레닌주의 | 9 / 513   |
| 인도       | 인도 공산당           | 마르크스주의      | 10 / 545  |
| 우루과이   | 인민의회당            | 마르크스-레닌주의 | 1 / 99    |
| 요르단     | 요르단 공산당         | 마르크스-레닌주의 | 1 / 130   |
| 스위스     | 스위스 노동당         | 마르크스주의      | 1 / 200   |
| 스리랑카   | 스리랑카 공산당       | 마르크스-레닌주의 | 1 / 225   |
| 캐나다     | 캐나다 공산당         | 마르크스-레닌주의 | 0 / 105   |
| 튀르키예   | 터키 공산당           | 마르크스-레닌주의 | 0 / 600   |
| 튀르키예   | 터키 노동당           | 마르크스-레닌주의 | 4 / 600   |

### 과거의 집권 공산당
- 몰도바: 몰도바 공화국 공산당
- 몽골: 몽골 인민 혁명당
- 베냉: 베냉 인민 혁명당
- 아프가니스탄: 아프가니스탄 인민민주당
- 에티오피아: 에티오피아 노동당
- 남예멘: 예멘 사회당
- 민주 캄푸치아: 캄보디아 공산당 (크메르 루주)

### 존재했던 공산당 또는 관련 단체(집권경력이 없는 공산당)
- 대한민국 : 남조선로동당
- 대한민국 : 조선공산당
- 태국 : 공산당
- 필리핀 국가민주전선
- 필리핀 : 후크발라합
- 필리핀 : 신인민군
- 네팔 : 네팔 공산당 (마오쩌둥주의), 네팔 공산당 (마르크스-레닌주의)

### 공산주의 분파가 있는 정당
- 독일 좌파당
- 네덜란드 녹색좌파당
- 노르웨이 사회주의 좌파당
- 스웨덴 좌파당
- 핀란드 좌파동맹
- 룩셈부르크 좌파당
- 프랑스 불복하는 프랑스
- 스페인 포데모스
- 브라질 노동자당
- 아르헨티나 승리를 위한 전선
- 칠레 광역전선
- 페루 광역전선
- 엘살바도르 파라분도 마르티 민족해방전선

## 공산당 활동 금지 국가
- 대한민국: 1948년 대한민국 정부가 보안법(이후 국가보안법으로 강화)을 제정하여 공산당 활동이 금지되었다. 하지만 국가보안법이 개정되어 공산당 활동이 가능해졌다[20]
- 라트비아: 1991년 반공법 제정 이후부터 공산당 활동 금지화.
- 리투아니아: 1991년 반공법 제정 이후부터 공산당 활동 금지화.
- 말레이시아: 1960년 국가보안법 제정 이후 공산당 활동이 금지되었고, 2012년 폐지 후에도 안보위반특별조치법이 신설되어 공산당 활동 금지화.
- 인도네시아: 1967년 쿠데타로 인해 군사 독재 정부가 들어선 후 반공법이 제정되었고, 독재가 끝난 1998년에도 반공법이 유지되면서 오늘날까지 공산당 활동 금지화.
- 에스토니아: 1991년 반공법 제정 이후부터 공산당 활동 금지화.
- 태국: 1952년 쁠랙 피분송크람의 쿠데타 군사 독재 정부가 들어선 후 반공법이 제정되었고, 지금까지 공산당 활동 금지화.

### 공산당 활동이 금지였던 국가
공산당 활동이 태동하던 시기는 20세기 초반 부터였으며, 20세기 ~ 21세기 당시 공산당 활동을 금지했던 국가들은 다음과 같다.
- 나치 독일: 지금은 독일에 해당하며, 히틀러가 바이마르 공화국에서 1933년 정권을 잡은 이후 1945년까지 공산당 활동이 금지화되었다.
- 남아프리카 공화국: 남아프리카 국민당 치하 아파르트헤이트 정권 시대인 1961년에서 1994년 사이에 반공법이 존재했으며, 넬슨 만델라가 대통령이 된 후 아프리카 민족회의가 다수당으로 집권하면서 폐지되었다.
- 독일 제국: 오토 폰 비스마르크 치하의 독일 제국은 반공 국가였다.
- 베트남 공화국: 1954년 국가 탄생부터 반공법이 제정되어 공산당 활동을 금지하였으나, 1975년 공산주의 반군인 남베트남 민족해방전선에 의해 전복되고 공산화되었다.
- 미국: 1910년대에 반공법이 성립되었으며 1974년에 폐지된다.[21]
- 서독은 법적으로는 공산주의를 금하지 않았으나, 1956년 공산당을 강제 해산시키고 연관자들을 처벌하는 등 반공주의적 색채를 분명히 하였다. 통일 이후에는 공산당 활동에 제약이 없다.
- 스페인: 프란시스코 프랑코 집권기인 1939년에서 1975년 사이 반공법이 존재했으나, 1976년에 스페인이 대대적으로 민주화가 되면서 폐지되었다.
- 세르비아: 1941년 나치 독일이 점령하고, 반공주의 세력이 주도권을 잡으면서 1945년까지 반공법이 존재했었다.
- 이탈리아 왕국: 지금은 이탈리아이며 1921년 베니토 무솔리니 파시즘 정부가 들어선 후 1945년까지 반공법이 유지되었다.
- 일본 제국: 지금은 일본이며 1925년 치안유지법 제정 이후부터 공산당 활동을 금지화했지만 패망인 1945년 치안유지법이 폐지되었다.
- 중화민국: 1949년 중국 국민당이 중국 공산당에 밀려 타이완으로 정부를 이전한 후 정통성 확립을 위해 반공법이 제정되었지만, 1987년에 민주화가 실현된 후 반공법이 폐지되면서 공산당 활동이 합법적으로 가능해졌다.[22] 하지만 여전히 중국 공산당만큼은 정치적인 이유로 인해 인정되지 않는다.